# 共产国际第二次代表大会

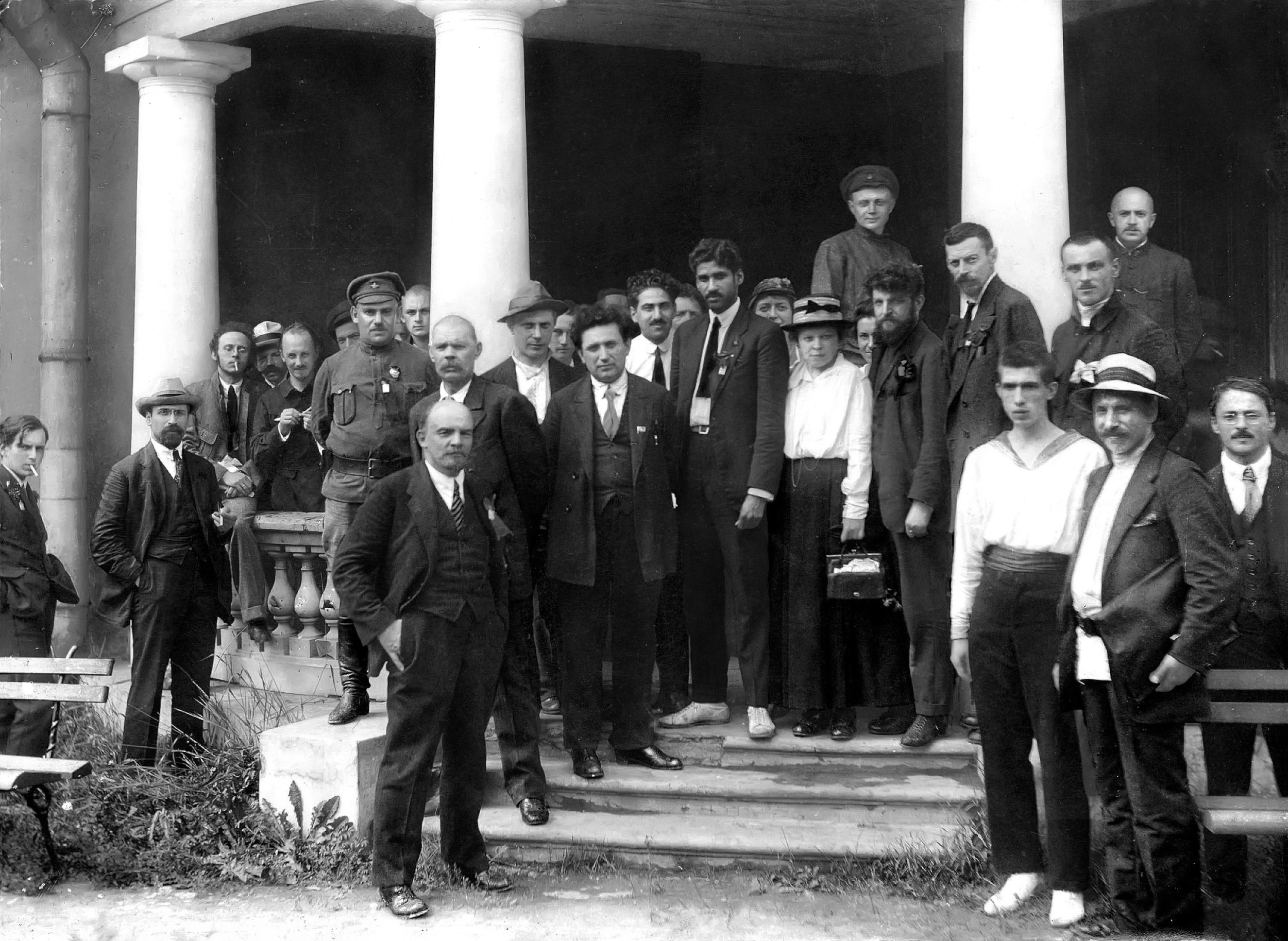
共产国际二大代表: 列夫·加拉罕 (左起第二), 卡尔·拉狄克 (第三，抽烟者), 尼古拉·布哈林 (第五), 米哈伊尔·拉舍维奇 (第七), 马克西姆·高尔基 (第九), 弗拉基米尔·列宁 (第十, 手插兜者), 谢尔盖·佐林 (第十一，戴帽子), 格里戈里·季诺维也夫 (第十三, 双手负背), 玛利亚·乌里扬诺娃 (第十九，白衬衫), 尼古拉·邦巴奇 (有胡子)和艾布拉姆·贝伦基 (戴帽子).

共产国际第二次代表大会是于1920年7月19日至8月7日在苏俄彼得格勒和莫斯科召开，由世界各国共产主义、革命社会主义政党220名代表参加的会议，此次会议通过了《共产国际章程》，并按照这个章程的规定选出了共产国际第一届执行委员会，大会还通过了加入共产国际的条件《二十一条》。俄国共产党华员局的刘泽荣以“中国社会主义工人党中央局”代表的名义参加了这次大会。

## 延伸閱讀
- . 由国际共产主义运动史文献编辑委员会翻译. 北京: 中国人民大学. 1988. ISBN 9787300005126 （中文）.

## 外部鏈接
- 中文马克思主义文库 （页面存档备份，存于）